# Philipp Ziereis
Philipp Ziereis (Schwarzhofen, 14 maart 1993) is een Duits voetballer die doorgaans speelt als centrale verdediger. In juli 2025 verruilde hij LASK voor Greuther Fürth.

## Clubcarrière
Ziereis speelde in de jeugd van SV Schwarzhofen en in 2007 werd hij opgenomen in de opleiding van Jahn Regensburg. Zijn debuut maakte de centrale verdediger op 3 augustus 2011, toen op bezoek bij Werder Bremen II werd gespeeld. Felix Kroos zette de beloften op voorsprong, maar door treffers van Jim-Patrick Müller, Tobias Schweinsteiger (tweemaal) en Michael Klauß won Jahn Regensburg de wedstrijd alsnog. Ziereis begon aan het duel als wisselspeler maar van coach Markus Weinzierl mocht hij vier minuten voor tijd invallen voor Ronny Philp. In zijn eerste seizoen als speler van het eerste elftal promoveerde de club naar de 2. Bundesliga. Hier kwam Ziereis voor het eerst tot scoren. Hij maakte het enige doelpunt van Jahn Regensburg tegen 1. FC Kaiserslautern, dat door goals van Erwin Hoffer, Mohamadou Idrissou en Willi Orbán met 1–3 won.
Na één jaar degradeerde Jahn Regensburg weer naar de 3. Liga en hierop maakte Ziereis voor circa honderdduizend euro de overstap naar FC St. Pauli, waar hij zijn handtekening zette onder een verbintenis voor de duur van drie seizoenen. Ziereis raakte in januari 2019 geblesseerd aan zijn knie, waardoor hij het restant van het seizoen moest missen. Ondanks zijn blessure kreeg de centrumverdediger wel een nieuw contract, tot medio 2022. Na afloop van deze verbintenis vertrok Ziereis transfervrij naar LASK, wat hem voor drie seizoenen vastlegde. Gedurende die drie seizoenen was hij overwegend basisspeler, waarna hij transfervrij terugkeerde in Duitsland; Greuther Fürth contracteerde hem.

## Clubstatistieken
| Seizoen | Club            | Competitie    | Competitie | Competitie | Beker | Beker | Internationaal | Internationaal | Totaal | Totaal |
| Seizoen | Club            | Competitie    | Wed.       | Dlp.       | Wed.  | Dlp.  | Wed.           | Dlp.           | Wed.   | Dlp.   |
| ------- | --------------- | ------------- | ---------- | ---------- | ----- | ----- | -------------- | -------------- | ------ | ------ |
| 2011/12 | Jahn Regensburg | 3. Liga       | 7          | 0          | 3     | 0     | —              | —              | 10     | 0      |
| 2012/13 | Jahn Regensburg | 2. Bundesliga | 11         | 1          | 1     | 0     | —              | —              | 12     | 1      |
| 2013/14 | FC St. Pauli    | 2. Bundesliga | 9          | 0          | 0     | 0     | —              | —              | 9      | 0      |
| 2014/15 | FC St. Pauli    | 2. Bundesliga | 17         | 0          | 2     | 0     | —              | —              | 19     | 0      |
| 2015/16 | FC St. Pauli    | 2. Bundesliga | 30         | 0          | 1     | 0     | —              | —              | 31     | 0      |
| 2016/17 | FC St. Pauli    | 2. Bundesliga | 15         | 1          | 1     | 0     | —              | —              | 16     | 1      |
| 2017/18 | FC St. Pauli    | 2. Bundesliga | 8          | 0          | 0     | 0     | —              | —              | 8      | 0      |
| 2018/19 | FC St. Pauli    | 2. Bundesliga | 16         | 0          | 1     | 0     | —              | —              | 17     | 0      |
| 2019/20 | FC St. Pauli    | 2. Bundesliga | 6          | 0          | 0     | 0     | —              | —              | 6      | 0      |
| 2020/21 | FC St. Pauli    | 2. Bundesliga | 26         | 0          | 1     | 0     | —              | —              | 27     | 0      |
| 2021/22 | FC St. Pauli    | 2. Bundesliga | 24         | 0          | 2     | 0     | —              | —              | 26     | 0      |
| 2022/23 | LASK            | Bundesliga    | 29         | 1          | 4     | 0     | —              | —              | 33     | 1      |
| 2023/24 | LASK            | Bundesliga    | 28         | 2          | 4     | 1     | 8              | 0              | 40     | 3      |
| 2024/25 | LASK            | Bundesliga    | 27         | 1          | 5     | 1     | 6              | 0              | 38     | 2      |
| 2025/26 | Greuther Fürth  | 2. Bundesliga | 0          | 0          | 0     | 0     | —              | —              | 0      | 0      |
| Totaal  | Totaal          | Totaal        | 253        | 6          | 25    | 2     | 14             | 0              | 292    | 8      |

Bijgewerkt op 9 juli 2025.